# Mộ đá Viera
Mộ đá của Viera hoặc Mộ đá Hermanos Viera là một mộ đá buồng đơn nằm tại Antequera, Málaga, Andalusia, Tây Ban Nha. Nó nằm cách mộ đá Menga chỉ khoảng 70 mét (230 ft) và cách cấu trúc Tholos của El Romeral 4 kilômét (2,5 mi). Được phát hiện vào khoảng giữa năm 1903 đến 1905 bởi anh em Antonio và José Viera tới từ Antequera, những người cũng đã phát hiện ra El Romeral.